# Eskipazar

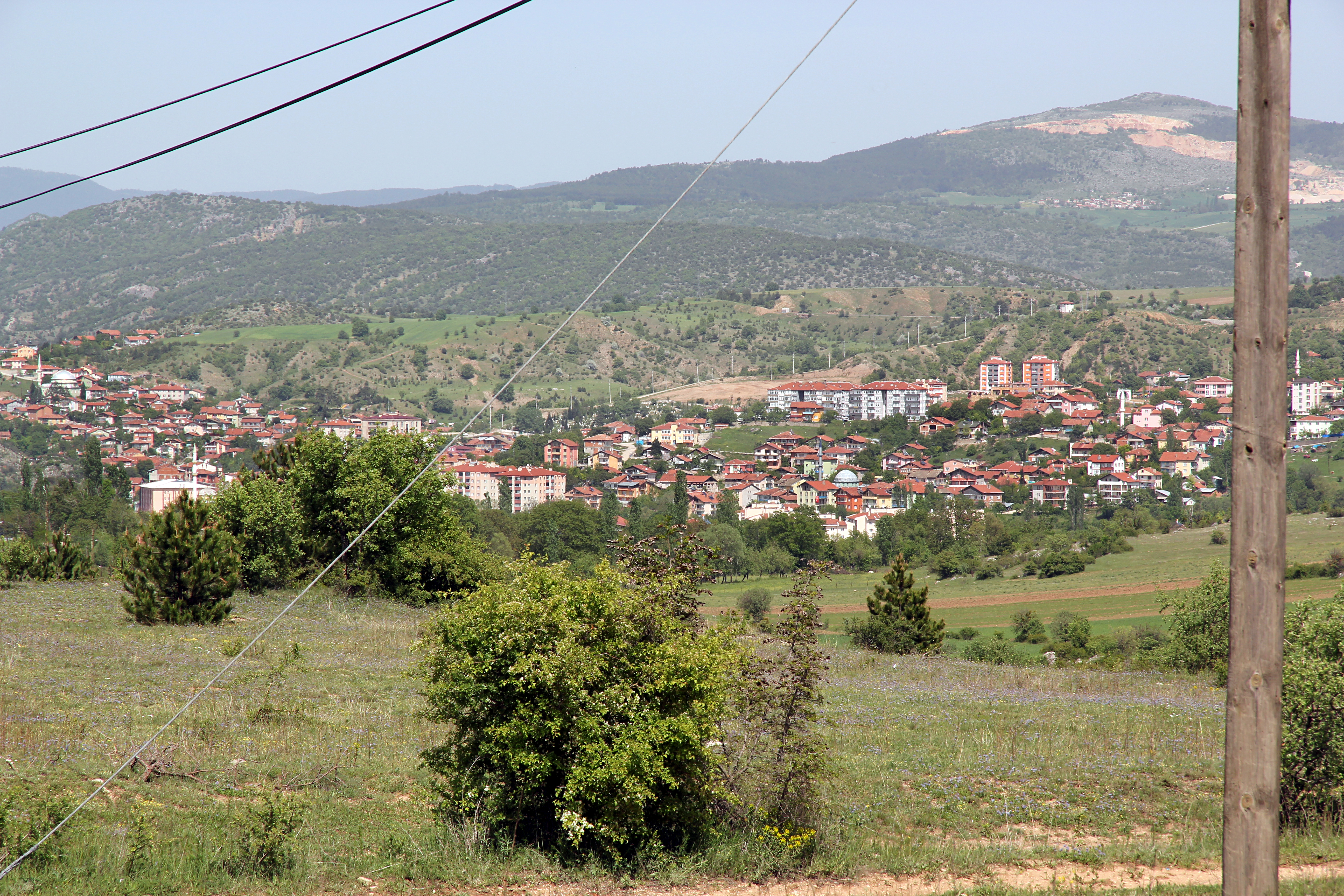
Eskipazar von Westen

Eskipazar (türkisch für alter Markt) ist eine türkische Stadt und ein Landkreis der Provinz Karabük. Der Ort erhielt 1946 den Status einer Belediye (Stadtgemeinde). Sie liegt etwa 30 km Luftlinie südlich von Karabük, in Straßenkilometern sind es über die Fernstraße D 755 etwa 40. 

## Landkreis
Der Landkreis Eskipazar ist der südlichste Kreis in der Provinz Karabük und grenzt im Norden an die Kreis Yenice und den zentralen Landkreis der Provinzhauptstadt, im Osten an den Kreis Ovacık, im Westen und Südwesten an die Provinz Bolu und im Südosten an die Provinz Çankırı. 
Der Landkreis wurde mit dem Gesetz Nr. 4896 am ersten April 1946 durch Abspaltung des gleichnamigen Bucaks aus dem Kreis Çerkeş (Provinz Çankırı) gegründet. Zur Volkszählung 1945 hatte der Bucak in 28 Ortschaften (Mevkiler) eine Einwohnerschaft von 18.843, zur ersten Volkszählung nach der Eigenständigkeit (1950) wurden 19.920 Einwohner gezählt, 911 davon im Verwaltungssitz.
Ende 2020 besteht der Landkreis aus der Kreisstadt (51 % der Kreisbevölkerung) sowie 50 Dörfern (Köy, Mehrzahl Köyler) mit einer Durchschnittsbevölkerung von 123 Einwohnern. Die Spanne der Einwohnerzahlen reicht von 42 bis 278, wobei Üçevler das größte Dorf ist. 18 Dörfer haben mehr Einwohner als der Durchschnitt, 24 weniger als 100.
Etwa 5 km südwestlich liegt bei dem Dorf Viranşehir die Ruinenstätte von Hadrianopolis.

## Bevölkerung

### Bevölkerungsfortschreibung
Untenstehende Tabelle zeigt den vergleichenden Bevölkerungsstand am Jahresende für die Provinz Karabük, den Landkreis und die Stadt Eskipazar sowie deren jeweiligen Anteil an der übergeordneten Verwaltungsebene. Die Zahlen basieren auf dem 2007 eingeführten adressbasierten Einwohnerregister (ADNKS). Die letzten beiden Wertzeilen entstammen Volkszählungsergebnissen.

| Jahr | Provinz | Landkreis | Landkreis | Stadt | Stadt  |
| Jahr | abs.    | %         | abs.      | %     | abs.   |
| ---- | ------- | --------- | --------- | ----- | ------ |
| 2020 | 243.614 | 3,52      | 08.576    | 74,85 | 06.419 |
| 2019 | 248.458 | 3,55      | 08.823    | 74,61 | 06.583 |
| 2018 | 248.014 | 3,66      | 09.088    | 73,66 | 06.694 |
| 2017 | 244.453 | 4,97      | 12.144    | 55,53 | 06.743 |
| 2016 | 242.347 | 5,13      | 12.441    | 57,19 | 07.115 |
| 2015 | 236.978 | 5,27      | 12.493    | 56,70 | 07.083 |
| 2014 | 231.333 | 5,42      | 12.544    | 55,52 | 06.965 |
| 2013 | 230.251 | 5,52      | 12.717    | 55,53 | 07.062 |
| 2012 | 225.145 | 5,56      | 12.519    | 57,60 | 07.211 |
| 2011 | 219.728 | 5,70      | 12.527    | 56,23 | 07.044 |
| 2010 | 227.610 | 5,52      | 12.556    | 55,48 | 06.966 |
| 2009 | 218.564 | 5,76      | 12.583    | 54,96 | 06.916 |
| 2008 | 216.248 | 6,02      | 13.011    | 54,50 | 07.091 |
| 2007 | 218.463 | 6,05      | 13.217    | 55,66 | 07.357 |
| 2000 | 225.102 | 7,27      | 16.365    | 51,68 | 08.457 |
| 1997 | 227.478 | 8,30      | 18.881    | 54,79 | 10.345 |

## Sehenswürdigkeiten
- Ausgrabungen von Hadrianopolis
- Asar-Zitadelle
- 300 m langer antiker Felsentunnel vom Asar-Berg
- Akkaya-Thermalquellen
- Ömer-Beyler-Haus